# Das Liebesverbot
Das Liebesverbot (en alemany, La prohibició d'estimar) és una òpera en dos actes, escrita i composta per Richard Wagner entre 1834 i 1836, la segona del compositor i la primera a ser representada.

## Història
El llibret es basa en la comèdia Mesura per mesura, de William Shakespeare. Va ser descrita pel mateix Wagner com una «grosse Komische Oper». L'estrena va tenir lloc al teatre de Magdeburg el 29 de març de 1836, amb el títol de La novícia de Palerm (Die Novize von Palerm), que es va canviar a causa de pressions de la policia local per la proximitat de la Pasqua. La primera representació va ser un gran fracàs; el protagonista va oblidar la seva part. Igual va resultar la segona, que va haver de ser interrompuda per baralles entre membres de l'elenc.

## Argument
L'acció es desenvolupa a Palerm (Itàlia) al segle xvi

### Acte I
Per ordre del governador Friedrich, s'imposa a Palerm la pena de mort a tot aquell que realitzi activitats sexuals pecaminoses. En època de carnaval, la guàrdia del governador realitza una batuda pels centres d'oci dels suburbis. En la batuda és capturat el noble Claudi, qui presumeix de la seva delicte.
A petició seva, el seu amic Lucio va a visitar al convent a la seva germana Isabel, per encarregar-li que intercedeixi per Claudio davant el dur regent.
Al convent, Isabel descobreix que la seva amiga Mariana ha estat embolicada en enganys amorosos pel governador, i s'indigna. En rebre la visita de Lucio, es disgusta per la conducta del seu germà, però augmenta més encara el seu menyspreu per la hipocresia del governador. La seva fervorosa reacció desperta l'admiració de Lucio, que li declara el seu amor.
Al tribunal, Friedrich està a punt d'anunciar un càstig implacable per a Claudio, quan arriba Isabel i li sol·licita una entrevista en privat. Allà li implora repetidament, amb les seves millors modals, que tingui pietat del seu germà. El governador accedeix a perdonar-ho a canvi del seu amor. Isabel, indignada, intenta desemmascarar, però davant la impossibilitat de fer-ho, ordeix un engany. Li murmura que a la nit següent li enviarà un missatge, i promet estar disposada a complaure.

### Acte II
Isabel visita al seu germà a la presó. L'informa sobre la proposta de Friedrich, i Claudio declara que prefereix la mort abans que el deshonor de la seva germana. A partir d'això, es lliura al desànim.
Isabel es retira, i amb la col·laboració de Dorella, organitza l'engany. Cita a Friedrich en un dels llocs que ell mateix ha suprimit, i li indica que assisteixi disfressat i emmascarat. Acorda amb Mariana que aquesta es trobi amb ell, fent-se passar per ella.
De nit, als afores del castell, tota la ciutat desobeeix el mandat i festeja el carnaval. Friedrich troba a Mariana, creient que és Isabel. Mentrestant, aquesta intercepta a Ponç, que porta la suposada carta d'alliberament. En llegir, descobreix que en realitat Friedrich va tornar a trair-los, ja que la carta conté una condemna definitiva. Furiosa, Isabel comença a tornar al poble en contra seva, i finalment és descobert i desemmascarat.
Claudio és alliberat. Isabel accepta finalment abandonar el convent i casar-se amb Lucio. S'anuncia el retorn del rei, i tots parteixen alegres a rebre-ho.